# Omaggio a Goya
Omaggio a Goya è un dipinto a olio su masonite di 140 × 210 cm realizzato nel 1987 dal pittore Salvatore Fiume.
Nel 1960 si era recato in Spagna ottenendo dal Museo del Prado il permesso di realizzare delle copie dei dipinti realizzati da Goya e Velázquez. Omaggio a Goya non è una copia, ma un'interpretazione dell'opera del grande maestro spagnolo, che sta senz'altro a testimoniare di quanto Fiume ritenga importante la lezione del passato e la sua comprensione per poter operare nel presente, ma anche di quanto l'artista, attraverso lo studio del linguaggio pittorico, cerchi di comprendere e catturare l'intelletto, la passione, la forza creatrice e la grandezza artistica dell'uomo che l'ha prodotto. A questa fase di ricerca e di appropriazione della forza espressiva, ne segue un'altra di citazione, confronto, combinazione degli elementi attraverso i quali Fiume perviene ad un altro ciclo pittorico: quello delle Ipotesi.
Nel quadro si possono chiaramente distinguere le influenze de La maja vestida e de La famiglia di Carlo IV.